# Bangladesh i olympiska sommarspelen 1988
Bangladesh deltog i de olympiska sommarspelen 1988 med en trupp bestående av sex deltagare, men ingen av landets deltagare erövrade någon medalj.

## Friidrott
| Idrottare                                              | Gren                            | Heat    | Heat      | Semifinal        | Semifinal        | Final            | Final            |
| Idrottare                                              | Gren                            | Tid     | Placering | Tid              | Placering        | Tid              | Placering        |
| ------------------------------------------------------ | ------------------------------- | ------- | --------- | ---------------- | ---------------- | ---------------- | ---------------- |
| Milzer Hossain                                         | Herrarnas 400 meter             | 48,76   | 58        | Gick inte vidare | Gick inte vidare | Gick inte vidare | Gick inte vidare |
| Milzer Hossain                                         | Herrarnas 800 meter             | 1:51,16 | 49        | Gick inte vidare | Gick inte vidare | Gick inte vidare | Gick inte vidare |
| Shah Alam                                              | Herrarnas 200 meter             | 22,52   | 65        | Gick inte vidare | Gick inte vidare | Gick inte vidare | Gick inte vidare |
| Shah Jalal                                             | Herrarnas 100 meter             | 10,94   | 79        | Gick inte vidare | Gick inte vidare | Gick inte vidare | Gick inte vidare |
| Shah Alam Shahanud Chowdhury Milzer Hossain Shah Jalal | Herrarnas 4 x 100 meter stafett | 41,78   | 25        | Gick inte vidare | Gick inte vidare | Gick inte vidare | Gick inte vidare |

| Idrottare          | Gren                | Kval  | Kval      | Final            | Final            |
| Idrottare          | Gren                | Längd | Placering | Längd            | Placering        |
| ------------------ | ------------------- | ----- | --------- | ---------------- | ---------------- |
| Shahanud Chowdhury | Herrarnas längdhopp | X     | 34        | Gick inte vidare | Gick inte vidare |